# 松本恒雄
松本 恒雄（まつもと つねお、1952年 - ）は、日本の法学者。一橋大学名誉教授。京都市出身。
消費者法の第一人者と評され（後述）、日本消費者法学会初代理事長・内閣府消費者委員会初代委員長・国民生活センター理事長等を歴任した。

## 経歴
- 1970年3月 京都府立桂高等学校卒業
- 1974年3月 京都大学法学部卒業
- 1977年
  - 3月 同大学院法学研究科博士課程中退
  - 4月 同法学部助手
- 1979年4月 広島大学法学部助教授
- 1987年4月 大阪市立大学法学部助教授
- 1991年4月 一橋大学法学部教授
- 1999年4月 同大学院法学研究科教授
- 2002年4月 同評議員（2004年3月まで）
- 2009年4月 同法科大学院長（2011年3月まで）
- 2013年
  - 7月 一橋大学退官
  - 8月 同名誉教授、独立行政法人国民生活センター理事長

### 職務
- 1998年～2013年 カンボジア法制度整備民法作業部会委員
- 2001年～2010年 旧司法試験第二次試験考査委員
- 2005年～2007年 経済産業省消費経済審議会長
- 2008年～2011年 中国人民大学招聘教授
- 2008年～2009年 日本消費者法学会初代理事長
- 2009年～2010年 東北大学大学院法学研究科客員教授
- 2009年～2011年 内閣府消費者委員会初代委員長
- 2017年度 司法試験考査委員

専門領域は民法・消費者法・消費者契約法・IT関連法など。
指導教官は北川善太郎。日本人としては最初の北川善太郎の弟子である。

## 評価
法務省や朝日新聞、毎日新聞、明治学院大学では、消費者法研究の第一人者と評している。

## 受賞歴
- 2009年2月 カンボジア政府友好勲章受章[7]。
- 2010年11月 工業標準化大臣表彰（経済産業省）受賞。
- 2013年度 内閣総理大臣表彰[8][1]。

## 指導学生
指導学生に細川幸一（日本女子大学教授）、羽生香織（上智大学教授）などがいる。

## 主要著作
- 『民法Ⅳ 債権各論』（共著、有斐閣、1991年初版/2011年第3版補訂）
- 『民法入門・総則』（共著、有斐閣、1995年初版/2008年第4版）
- 『企業間動産取引』（共編、三省堂、1998年）
- 『消費者取引契約』（共著、三省堂、1998年）
- 『Q＆A消費者契約法解説』（共著、三省堂、2000年）
- 『日本法への招待』（橋本正博,三枝令子,青木人志共編、有斐閣、2004年初版/2014年第3版）
- 『Q＆A公益通報者保護法解説』（三省堂、2006年）
- 『Q＆A消費者団体訴訟制度』（共著、三省堂、2007年）
- 『判例プラクティス 民法1～3』（共編、信山社出版、2010年）